# Komische Kunst im Frankfurter Grüngürtel

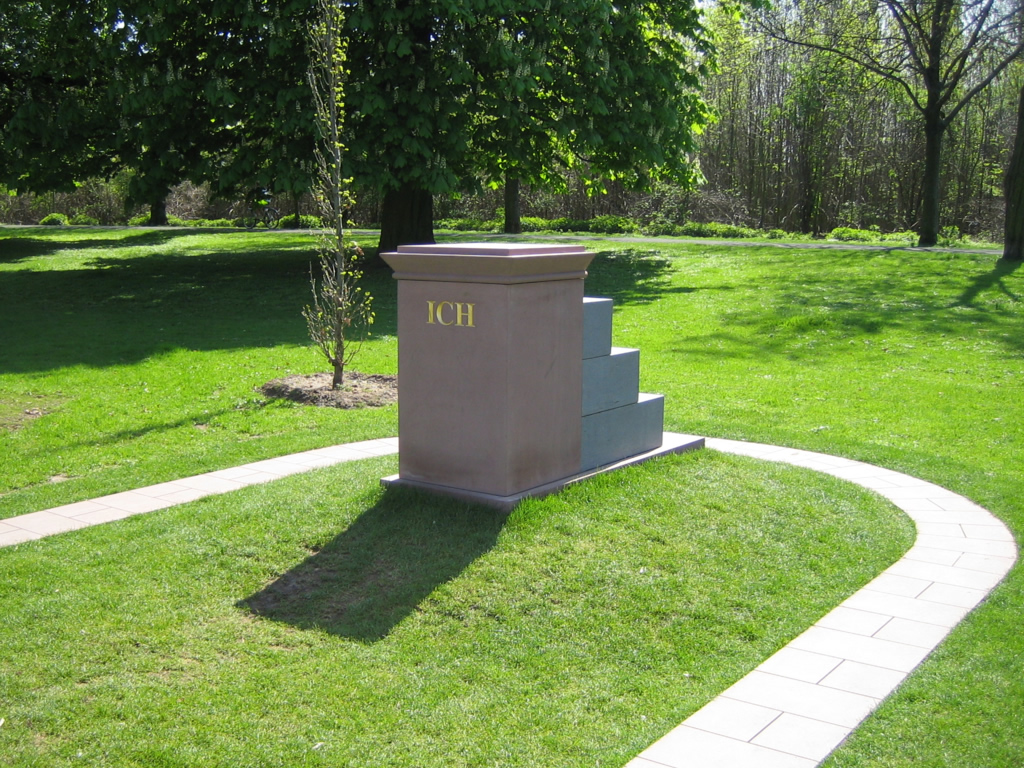
Komische Kunst im Grüngürtel: Ich-Denkmal von Hans Traxler

Komische Kunst im Frankfurter Grüngürtel (Eigenschreibweise: GrünGürtel) ist eine Reihe humoristischer Skulpturen in Frankfurt am Main. Die 14 verteilt über den Frankfurter Grüngürtel im öffentlichen Raum ausgestellten Werke der Komischen Kunst sind nach Entwürfen von Mitgliedern der Neuen Frankfurter Schule gefertigt. Das erste öffentlich vorgestellte Werk der Reihe war 2001 das von dem Zeichner und Autor Robert Gernhardt entworfene Frankfurter Grüngürteltier. Bis 2017 folgten mehr als ein Dutzend weitere Kunstwerke. Schirmherrin der Reihe ist die Stadt Frankfurt in Zusammenarbeit mit dem Caricatura Museum für Komische Kunst Frankfurt.

## Geschichte

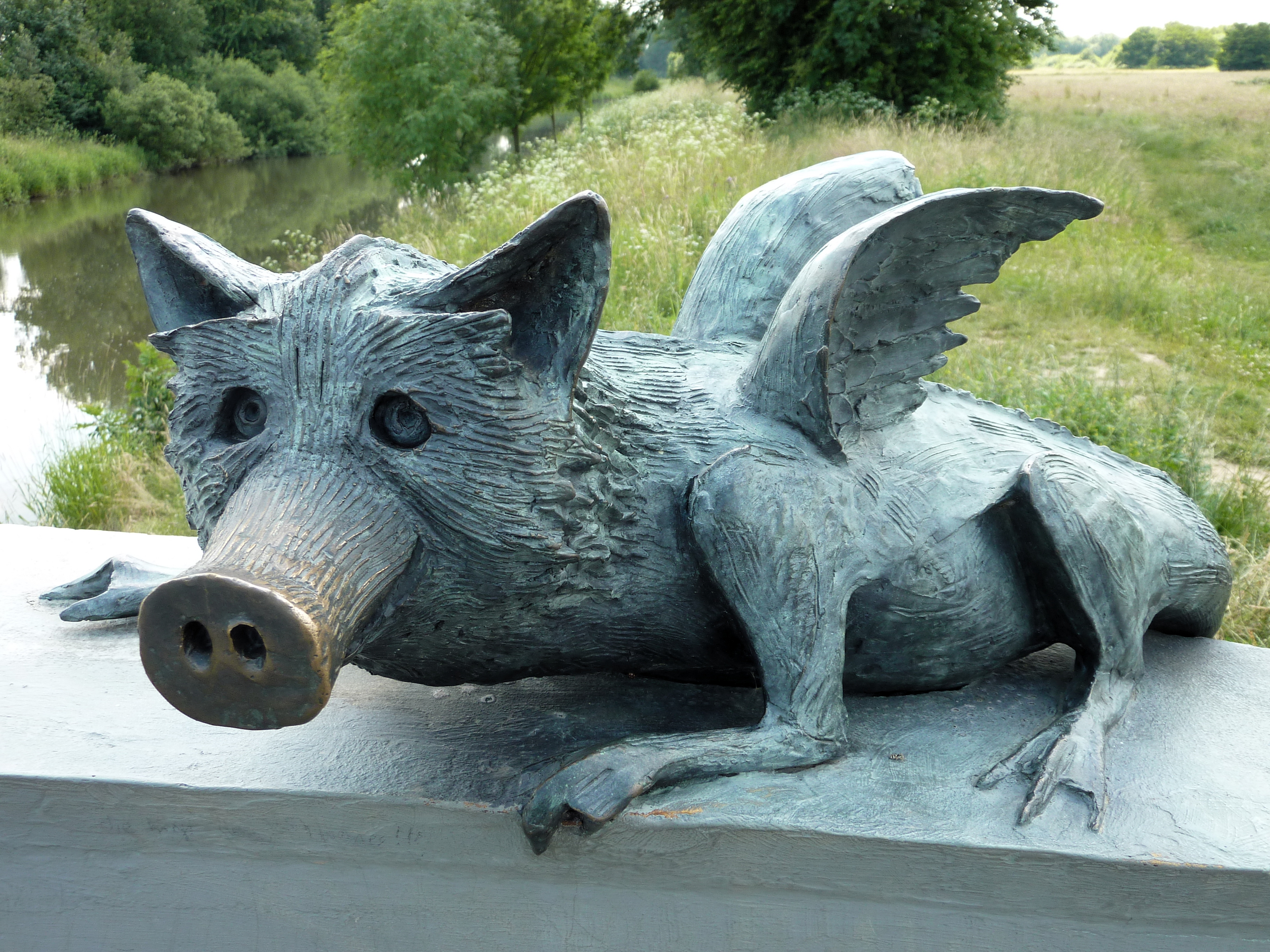
Grüngürteltier; Bronzeskulptur, entworfen von Robert Gernhardt

Im Jahr 2001 wurde Robert Gernhardt (1937–2006) vom Magistrat der Stadt Frankfurt dazu eingeladen, eine Rede zum zehnjährigen Bestehen des Frankfurter Grüngürtels auf der dazu veranstalteten Jubiläumsfeier zu halten. Statt der erbetenen Rede sandte Gernhardt eine Mappe mit fünf Zeichnungen des von ihm eigens für diesen Anlass erfundenen Grüngürteltiers und schenkte der Stadt darüber hinaus die Nutzungsrechte an der Figur. Die Stadt setzt die Fantasiefigur seitdem in vielfältiger Weise als Sympathiefigur für den Grüngürtel ein und bedankte sich im Jahr 2002 mit dem Pflanzen dreier „Gernhardt-Eschen“ auf der Wörthspitze in Frankfurt-Nied. Das Grüngürteltier wird seitdem als „Startschuss“ für das Projekt Komische Kunst im Grüngürtel betrachtet.

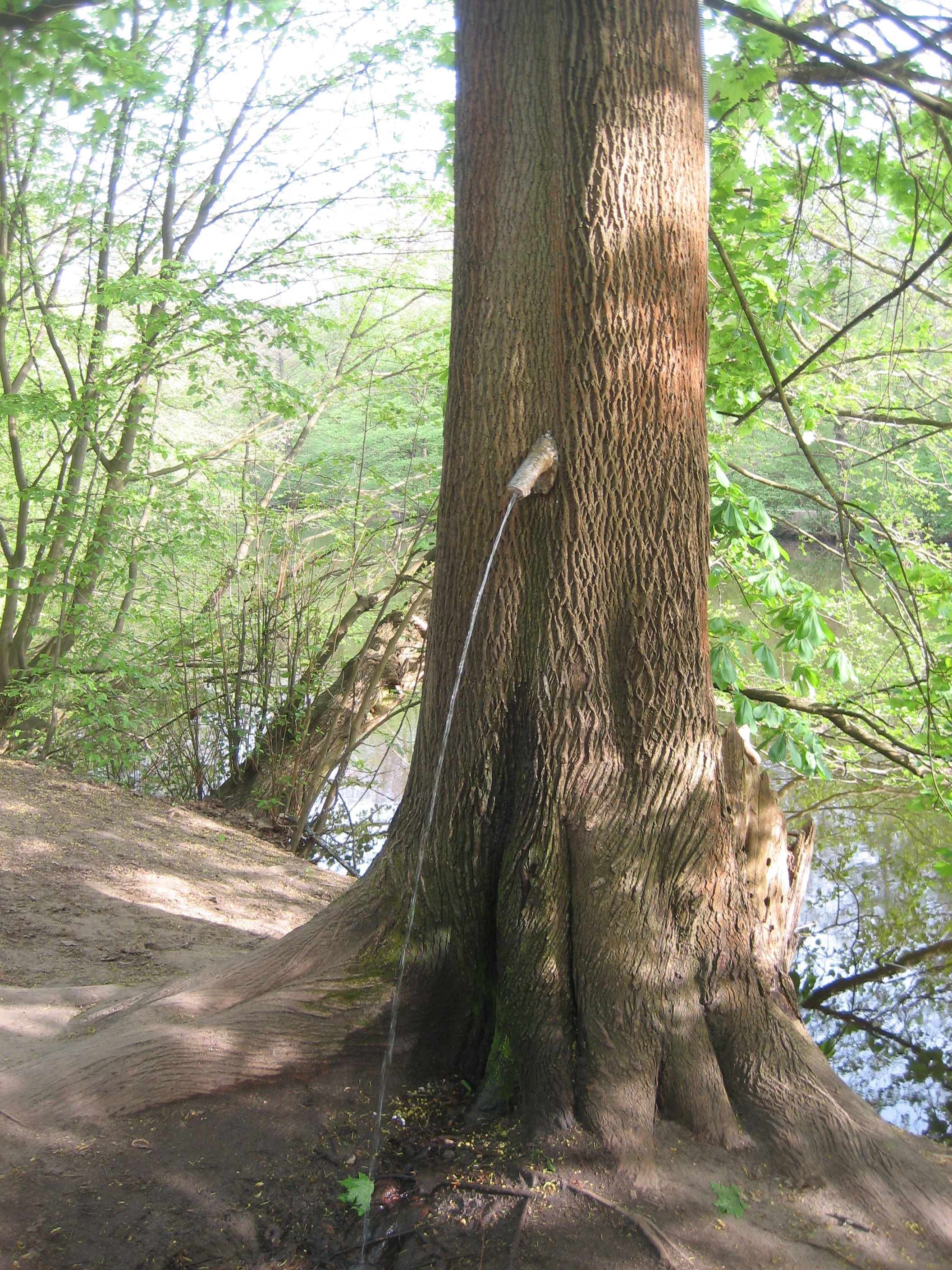
Pinkelbaum nach einer Zeichnung von F. K. Waechter

Gernhardts Freund und Kollege der Neuen Frankfurter Schule, F. K. Waechter (1937–2005), folgte dessen Beispiel und überließ der Stadt die Nutzungsrechte an sieben seiner humoristischen Zeichnungen zum Thema Kunst an Bäumen. Waechters Entwürfe wurden in Holz-Skulpturen umgesetzt, die zum überwiegenden Teil verstreut im Frankfurter Stadtwald installiert wurden. Waechters Lieblingsobjekt war der im Stadtwald am Jacobiweiher stehende Pinkelbaum. Ein „fröhlicher Wasserstrahl“ trifft auf jeden, der diesem Baum allzu nahe kommt: Die Funktion der unmittelbar am Ufer stehenden Skulptur wird durch einen Bewegungsmelder gesteuert, beim „Urin“ handelt es sich um Wasser aus dem Teich.
Nach dem Tod F. K. Waechters übernahm sein Sohn Philip Waechter, ebenfalls Zeichner, die Betreuung der Umsetzung der Werke seines Vaters, ebenso ist er seit dem Tod Gernhardts der offizielle Zeichner des Grüngürteltiers.

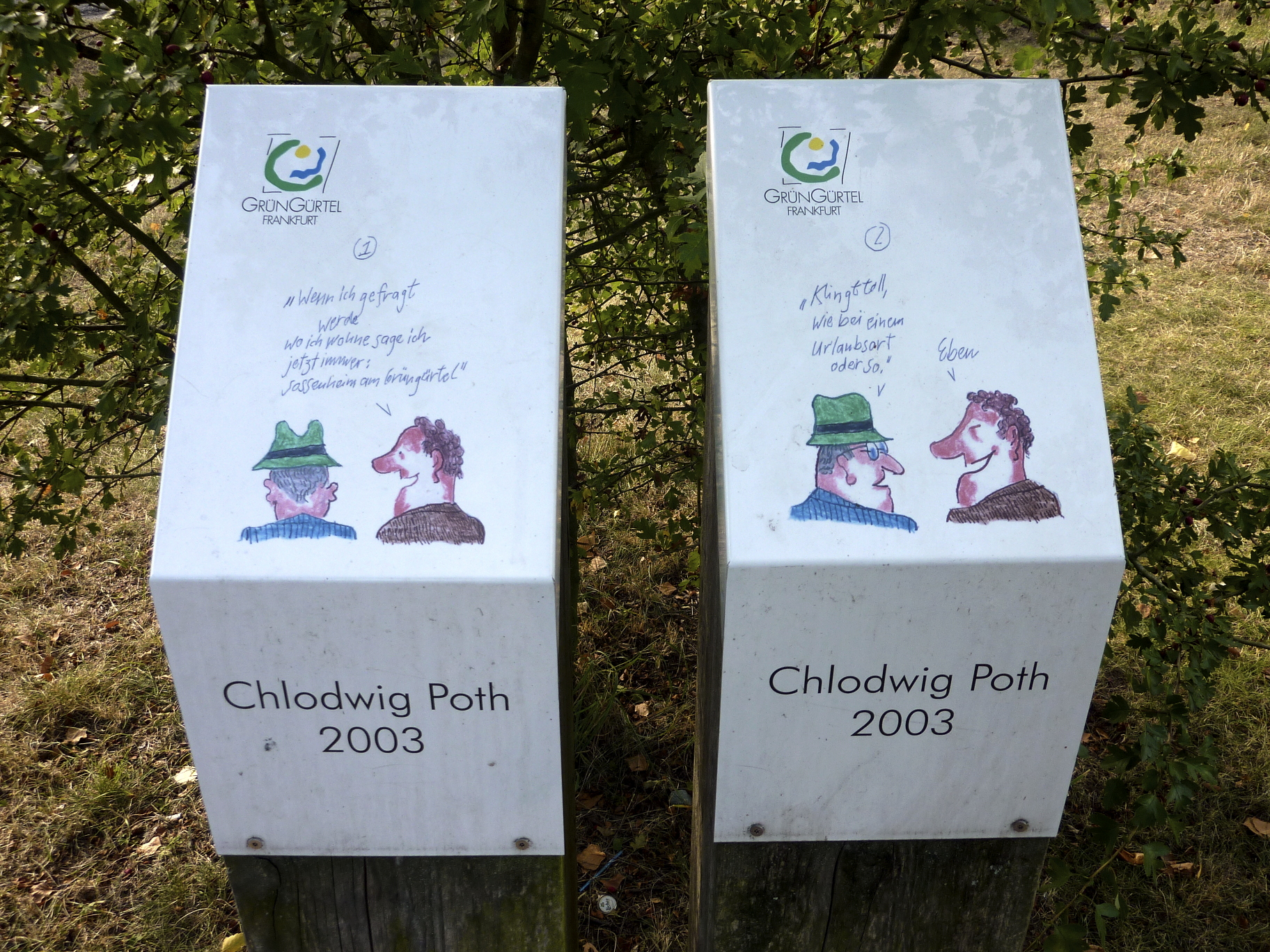
Grüngürtel-Cartoon von Chlodwig Poth im Sossenheimer Unterfeld

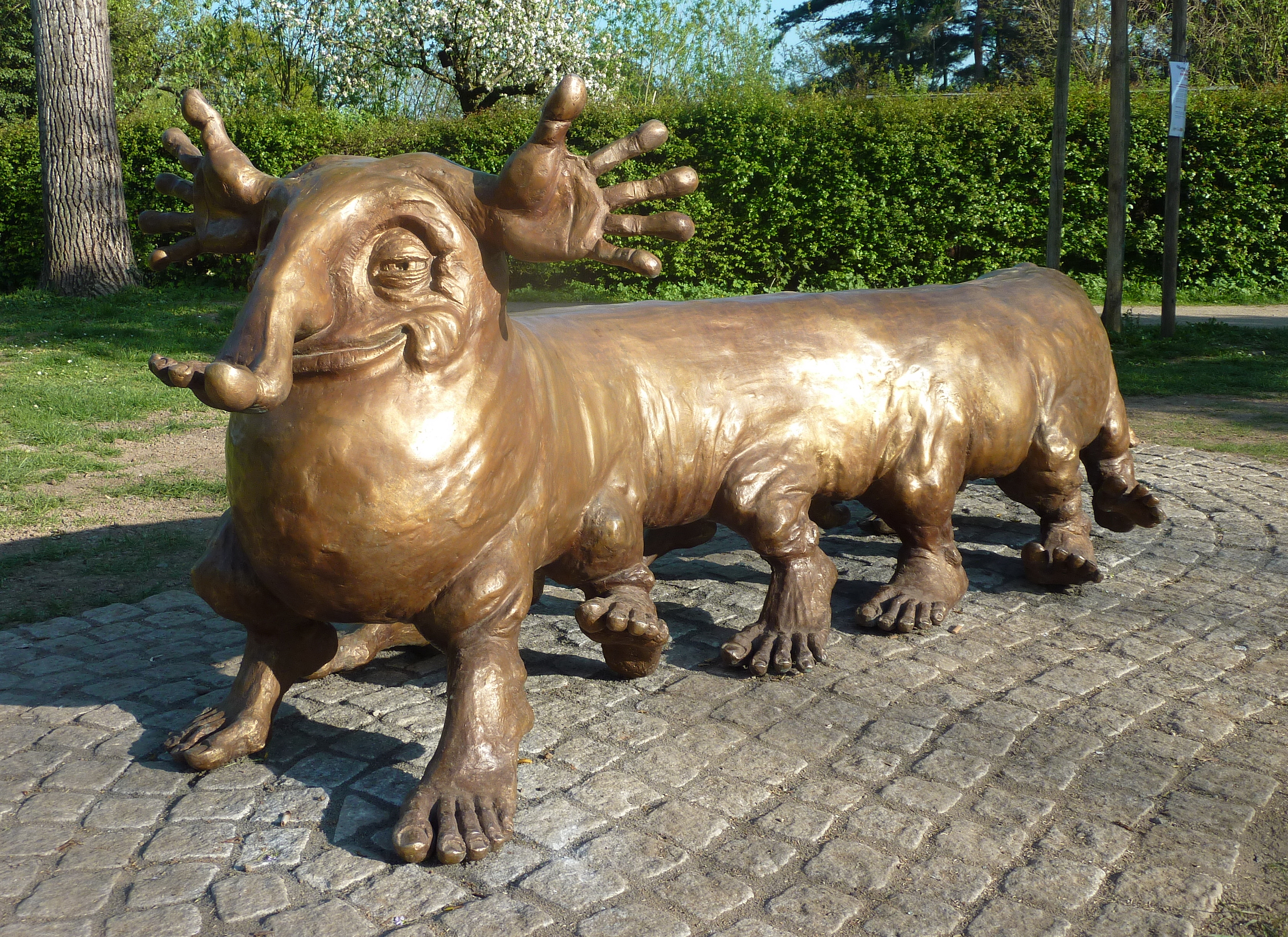
Der Barfüßer in Frankfurt-Rödelheim, nach einer Zeichnung von Kurt Halbritter

Auf Gernhardts und Waechters Entwürfe folgten die Werke weiterer Mitglieder der Neuen Frankfurter Schule, deren plastische Umsetzungen seitdem sukzessive verteilt im Grüngürtel präsentiert werden. Hans Traxler (* 1929) entwarf ein Ich-Denkmal, Chlodwig Poth (1930–2004) steuerte Cartoons aus seiner Reihe Last Exit Sossenheim bei (2003), F. W. Bernstein (1938–2018) setzte einen Elfmeterpunkt (2008), und an Bernd Pfarrs (1958–2004) Figur Sondermann erinnert seit 2013 eine Sandstein-Skulptur. Im Jahr 2017 wurde die Reihe komischer Kunst um die Bronzeskulptur Der Barfüßer erweitert, posthum geschaffen nach einer Zeichnung von Kurt Halbritter (1924–1978).

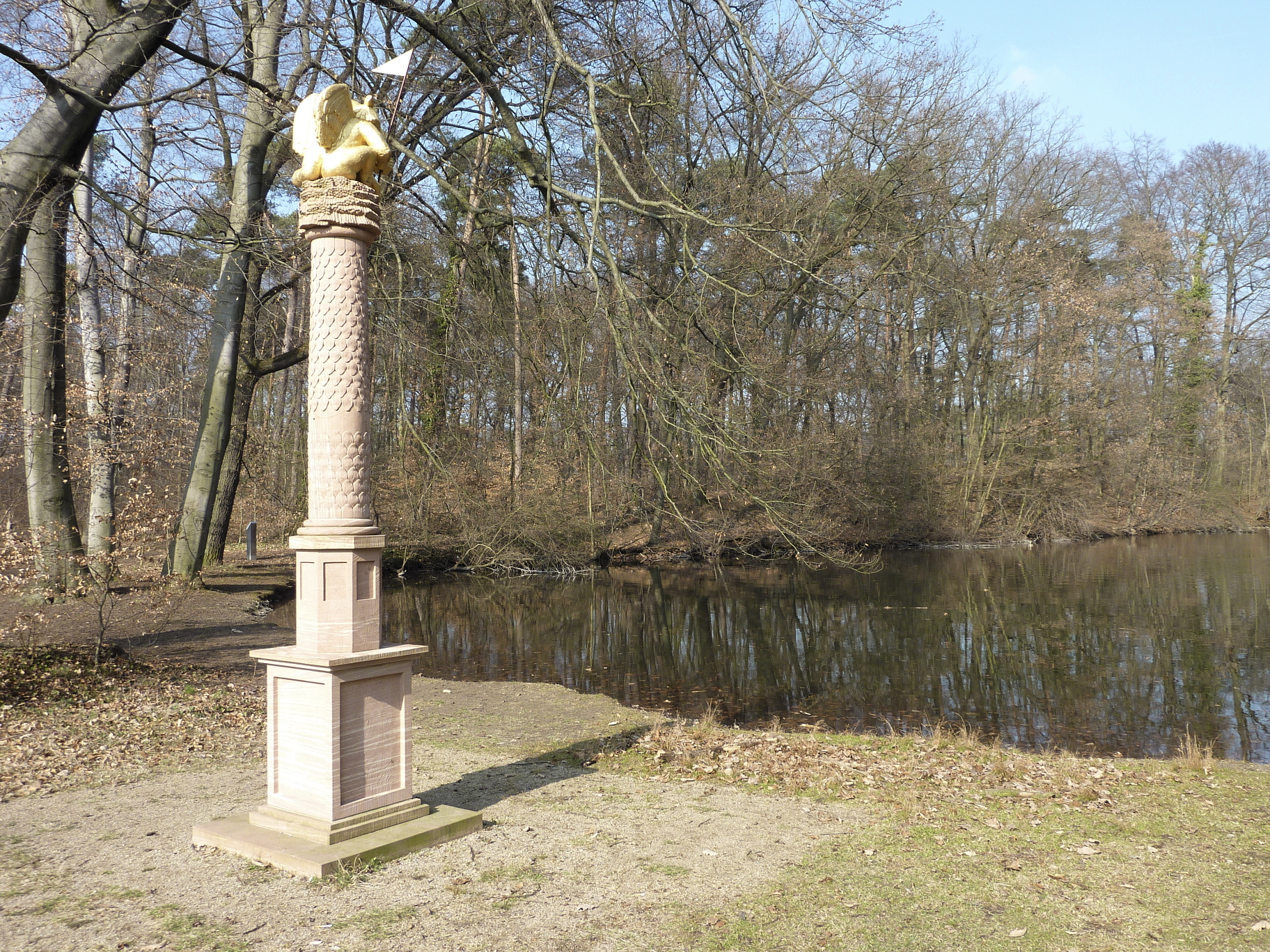
Jupitersäule mit Grüngürteltier, umgesetzt von Andreas Rohrbach

Die weitaus meisten Werke in dieser Reihe wurden von dem Bildhauer Andreas Rohrbach als Skulpturen umgesetzt. Weitere Beiträge stammen von Thomas Anton, Siegfried Böttcher, Henner Drescher, Till Hergenhahn sowie vom Grünflächenamt der Stadt Frankfurt.
Die Skulpturen der Reihe stehen überwiegend entlang des ausgeschilderten Grüngürtel-Rundwanderwegs; alle Werke der Reihe Komische Kunst sind in dem vom Umweltamt der Stadt Frankfurt herausgegebenen Stadtplan GrünGürtel-Freizeitkarte eingezeichnet. An den Standorten der Kunstwerke informieren Plaketten über Urheber und Titel; einzelne Werke werden auf beigestellten Informationsstelen erläutert. Die Finanzierung der Skulpturen erfolgt zum Teil durch den Verkauf der Grüngürteltier-Figur als Stofftier sowie – bis die limitierte Auflage vergriffen war – durch den Verkauf von Drucken der Grüngürteltier-Zeichnungen Gernhardts.

## Die ausgestellten Werke der Reihe
- F. W. Bernstein: Elfmeterpunkt (2008) – Ostpark, Ostend[10]
- Robert Gernhardt:
  - GrünGürteltier-Bronzeskulptur (2006) – Robert-Gernhardt-Brücke über die Nidda, Alter Flugplatz, Bonames[11]
  - Jupitersäule und Tiroler Tiere (2011) – Frankfurter Stadtwald, Tiroler Weiher, Sachsenhausen[12]
- Kurt Halbritter: Der Barfüßer (2017) – Kurt-Halbritter-Anlage, Rödelheim[13]
- Bernd Pfarr: Sondermann-Skulptur (2013) – Nordpark, Bonames[14]
- Chlodwig Poth: Grüngürtel-Cartoons (2003) – Chlodwig-Poth-Anlage, Sossenheimer Unterfeld, Sossenheim[15]
- Hans Traxler: Ich-Denkmal (2005) – Gerbermühle, Oberrad[16]
- Skulpturen nach Zeichnungen von F. K. Waechter:
  - Dicke Raupe (2008) – Erlenbruch, Seckbach[17]
  - Eichhörnchenkönig (2006) – Frankfurter Stadtwald, StadtWaldHaus, Sachsenhausen[18]
  - Eule im Norwegerpullover (2005) – Frankfurter Stadtwald, Jacobiweiher, Sachsenhausen[19]
  - Monsterkinder (2006) – Frankfurter Stadtwald, Schwanheimer Wald, Schwanheim[20]
  - Monsterspecht (2006, 2018) – Frankfurter Stadtwald, Oberschweinstiegschneise, Sachsenhausen[21]
  - Pinkelbaum (2007) – Frankfurter Stadtwald, Jacobiweiher, Sachsenhausen[22]
  - Struwwelpeter (2006) – Frankfurter Stadtwald, Schwanheimer Wiesen, Schwanheim[23]